# 简·卡梅伦
简·卡梅伦（英語：Jan Cameron，1947年2月20日—2018年4月30日），旧姓墨菲（Murphy），澳大利亚游泳运动员。她曾代表澳大利亚参加1964年夏季奥林匹克运动会游泳比赛，获得女子4×100米自由泳接力银牌。